# داني إليسون
داني إليسون (بالإنجليزية: Danny Ellison)‏ هو لاعب دوري الرغبي بريطاني، ولد في 16 ديسمبر 1972 في لي في المملكة المتحدة.